# Киші
Киші́ (рос. Кыши) — присілок у складі Нагорського району Кіровської області, Росія. Входить до складу Чеглаківського сільського поселення.
Населення становить 6 осіб (2010, 23 у 2002).
Національний склад станом на 2002 рік — росіяни 96 %.